# Pata Hari
Pata Hari (Mata Harrier no original, em inglês) é uma personagem do universo Disney.
É a assistente do agente secreto 00-Zero e ambos foram criados em 1966, por Dick Kinney e Al Hubbard , os mesmos criadores do Peninha (Fethry Duck). Também possui alguns artefatos esquisitos como 00-Zero, e que não são tão funcionais quanto parecem.
Seu nome é uma sátira à famosa espiã Mata Hari.
Apareceu pela primeira vez nos Estados Unidos, na história The Case of the Purloined Pearls, de 1966. Esta mesma história, traduzida como O primeiro caso do 00-Zéro foi sua estreia no Brasil . 
Começou a ser desenhada no Brasil em 1975, por Primaggio Mantovi (italiano) e escrita por Ivan Saidenberg. A história se chamava A volta do 00-Zéro .

## Nome em outros idiomas
- Grego: Μάτα Μπαχάρι
- Holandês: Hata Mari
- Inglês: Mata Harrier
- Italiano: Mata Harrier
- Norueguês: Mata Harrier